# クリスティアン・パスクアート
クリスティアン・パスクアート（イタリア語: Cristian Pasquato, 1989年7月20日 - ）は、イタリア・ヴェネト州パドヴァ出身でASグッビオ1910所属のサッカー選手。ポジションはミッドフィールダー。

## 経歴

### クラブ
2003年にユヴェントスFCの下部組織に入団。2007年にはスーペルコッパ・プリマヴェーラ決勝戦のインテルナツィオナーレ・ミラノ戦でフリーキックを含む2ゴールを決め、チームの優勝に貢献する。2007-08シーズンの最終節、5月11日のカルチョ・カターニア戦でセリエAデビュー。2008年8月24日、セリエBのエンポリFCへローン移籍することが公式に発表された。2008-09シーズンはエンポリで36試合に出場し2ゴールを記録。契約が1年延長され翌シーズンもエンポリに在籍していたが、2010年1月の冬の移籍市場でUSトリエスティーナへローン移籍。同シーズンが終わり一旦ユヴェントスへ復帰した。新監督のルイジ・デルネーリの下でサイドハーフとしてテストされるが激しいポジション争いに勝ち残ることができず、セリエBのモデナFCへのローン移籍が決まった。2010-11シーズンは8月22日の開幕戦のピアチェンツァ・カルチョ戦で後半のロスタイムに決勝点となるFKを決め、チームを1-0の勝利に導く。続く翌週の第2節、アウェイのアスコリ・カルチョ戦でも同点ゴールを決め、幸先のいいスタートを切る。第四節のトリエスティーナ戦でも2ゴールするなど好調を維持し、シーズン合計9ゴールを記録した。2011-12シーズンはセリエAのUSレッチェへローン移籍したが契約を解除。2012年1月、トリノFCに移籍。2012年6月、ユヴェントスがクワドォー・アサモアとマウリシオ・イスラを獲得する条件の一部としてウディネーゼ・カルチョへ共同保有権が譲渡される。2012-13シーズンはボローニャFCへローン移籍。2013-14シーズンはカルチョ・パドヴァへローン移籍。2014年9月1日にはデルフィーノ・ペスカーラ1936へ、翌年8月31日にはASリヴォルノ・カルチョへローンで加入した。2016年2月1日、再びペスカーラに期限付き移籍することが決定した。2016-17シーズンはロシア・プレミアリーグのクリリヤ・ソヴェトフ・サマーラでプレーすることが発表され初の国外挑戦となった。
2017年7月、ポーランドのレギア・ワルシャワへの加入が発表された。契約期間は2年半で、1年の契約延長オプション付きとなっている。
2019年10月21日、ACDカンポダルセーゴに加入した。
2020年8月21日、ASグッビオ1910に加入した。

### 代表
U-15からU-21まで各世代の代表チームに招集されており、U-21イタリア代表では、2009年3月25日のU-21オーストリア代表との親善試合にてデビューを果たした。

## タイトル
ユヴェントス
- カンピオナート・アッリエーヴィ・ナツィオナーリ（イタリア語版） : 2005-06
- スーペルコッパ・プリマヴェーラ : 2007

レギア・ワルシャワ
- ポーランド・カップ : 2017-18
- エクストラクラサ : 2017-18